# Ermita de los Desamparados (Cálig)
La ermita de los Desamparados en Càlig, en la comarca del Bajo Maestrazgo, es una pequeña ermita que se ubica dentro del núcleo de población de Càlig. Está catalogada de manera genérica como Bien de Relevancia Local, con código: 12.03.034-005.

## Descripción
Más que una ermita, la de la Virgen de los desamparados puede calificarse de Capilla urbana. Se encuentra en la confluencia de las calles Virgen de los Desamparados y Raval, estando adherida a viviendas particulares por la parte de atrás.
Cálig poseía cuatro capillas urbanas de este estilo, construidas durante el siglo XVIII, de las que tan solo se ha conservado la de la Virgen de los Desamparados.
La capilla presenta planta rectangular y cubierta con tejado piramidal del que no queda más que una parte, ya que el tambor octogonal sobre el que descansa la cúpula, de tejas vidriadas azules, lo tapa casi en su totalidad. Como parte del remate podemos ver un óculo que se abre en el tambor y una espadaña sin campana, en forma de arco de medio punto.
La fachada del chaflán presenta una sencilla puerta rectangular, de metal y con cristales, moderna en su factura, que se encuentra enmarcada por sillares. Como decoración tan solo puede remarcarse un relieve en el dintel de la puerta.